# Niko Kavčič
Niko Kavčič, slovenski partizan, obveščevalec in bančnik, * 7. december 1915, Škofja Loka, † 31. oktober 2011.

## Življenjepis
Rodil se je očetu posestniku Janezu in materi Heleni (rojeni Gašperin). Kavčič se je po končani trgovski akademiji v Ljubljani leta 1937 zaposlil v Kreditnem zavodu za trgovino in industrijo v Ljubljani in kasneje v Beogradu. Leta 1941 se je vključil v NOB, od 1942 je delal v partizanski tehniki in bil med vodilnimi v Varnostno-obveščevalni službi na Gorenjskem. Po vojni je bil direktor Komunalne banke Ljubljana (1955–1960), generalni direktor centrale Narodne banke v Ljubljani (1960–1963) in do 1965 Splošne gospodarske banke SRS, nato namestnik generalnega direkorja Jugobanke v Beogradu, predsednik Združenja bank Slovenije (1967) in generalni direktor Kreditne banke in hranilnice Ljubljana (1969–1972). Kavčič je organiziral združitev bank v Sloveniji v okviru Ljubljanske banke; ta se je z razširitvijo poslovanja po celi Jugoslaviji in tudi v tujini uveljavila v mednarodnem prostoru. Vodil je tudi gospodarsko dejavnost znotraj obveščevalnih služb in Delo ga je označilo za "vrhunskega obveščevalca".
Kavčič je leta 2001 izdal obširno avtobiografijo z naslovom Pot v osamosvojitev.

## Odlikovanja
- Partizanska spomenica 1941
- Zlati red za zasluge Republike Slovenije 2006